# Безмолвные (Marvel Comics)
Безмолвные (англ. Mindless Ones) — вымышленные персонажи, появляющиеся в комиксах издательства Marvel. Они представлены как гуманоидные безликие существа, созданные благодаря тёмной магии. Безмолвные не имеют собственной воли и уничтожают всё на своём пути. Они слепо выполняют приказы существа, подчинившего их. У них отсутствуют лица, за исключением отверстия, заменяющего глаза.

## История публикаций
Безмолвные были созданы сценаристом Стэном Ли и художником Стивом Дитко и впервые появились в Strange Tales #127 (декабрь 1964 года).
Безмолвные также сделали своё появление в Darkhawk #19-20 (сентябрь-октябрь 1992), Sleepwalker #17 (октябрь 1992), Doctor Strange, Sorcerer Supreme #82 (октябрь 1995), Marvel Boy Volume 2, #5-6 (декабрь 2000, март 2001), Fantastic Four #70 (август 2003), Amazing Spider-Man #57-#58 (ноябрь 2003), Amazing Spider-Man #500 (декабрь 2003) и Nextwave: Agents of H.A.T.E. #7-8 (ноябрь 2006).

## Биография
Давным-давно, когда фэлтаниане Дормамму и Умар посетили правителя Тёмного измерения Олнара, тот начал вести политику, основанную на войнах и грабежах. Объединившись с близнецами, Олнар покорил множество других измерений. Жадность Олнара привела к тому, что портал, сдерживающий Безмолвных был сломлен. Они вторглись в Тёмное измерение и убили множество его жителей, в том числе и Олнара. Они практически уничтожили Дормамму и Умар, но тем удалось запереть их в особый барьер.
С этого момента их наиболее часто видели в подчинении у Дормамму, который развил способность контролировать их действия. Позднее их использовали Доктор Дум, доктор Мидас и человек по имени Рорканну. 
Доктору Думу удалось приручить их за счёт увеличения своих магических способностей после сделки с демонами. Он использовал их в битве против Существа.

### Лунатик
Когда Человек-паук был сослан Порталом в Тёмное измерение, он подвёргся нападению группы Безмолвных. Чтобы спасти героя, Тёмному Ястребу и Лунатику пришлось принять бой против Братства мутантов и разорвать контроль Саурона. Безмолвные последовали за Человеком-пауком через портал, соединяющие Землю и Тёмное измерение, однако героям удалось загнать их обратно, прежде чем портал закрылся. 

### Удивительный Человек-паук
В следующий раз Безмолвные вторгаются в Нью-Йорк и уничтожают большую часть города, включая знаменитый Таймс-сквер. В битву с ними вступают Невидимая леди, Тор, Человек-паук, Железный человек, Циклоп, Доктор Стрэндж, Человек-факел, Существо и Мистер Фантастик, которые, в основном, используют барьеры для обороны. Мистер Фантастик создаёт машину, которая, путём генерирования магических лучей, перебрасывает Безмолвных обратно. Тем не менее это приводит к появлению Дормамму. В то время как Доктор Стрэндж противостоит демону, один из Безмолвных отправляет Человека-паука в другое измерение. Доктор Стрэндж пытается вернуть его, однако это приводит к путешествию во времени. Человек-паук попадает в постапокалиптическое будущее, где Безмолвные уничтожили Нью-Йорк, а Существо и Тор погибли. Мэри Джейн Уотсон преследует группа Безмолвных и, несмотря на усилия Человека-паука она погибает. 
Путешествие во времени позволяет Человеку-пауку не допустить использование машины. В это время Доктор Стрэндж изгоняет Безмолвных обратно. Примерно в то же время Безмолвные появляются как подручные доктора Мидаса. 

### Новая волна
Рорканну, который физически напоминал Дормамму, провозгласил себя повелителем Тёмного измерения и подчинил себе группу Безмолвных. Когда те попали на Землю через портал, они очутились в маленьком городе Колорадо, где убивали всех, кто попадался на их пути, а затем надевали одежду своих жертв и вели себя как они.
Вскоре группа известная как Новая волна убивает Безмолвных. По словам Рорканну, он созвал эту армию для того, чтобы очистить Землю от недостойных людей и заменить их на Безмолвных. Его логово было обнаружено супергероем, известным как Капитан. Сам Рорканну был сильно избит. Его дальнейшая судьба неизвестна. 

### Кэйбл и Дэдпул
Безмолвные появляются в одном из выпусков Cable & Deadpool, где Дэдпул и агент ГИДРЫ Боб сталкиваются с ними в их собственном измерении. Те манипулируют Доктором Стрэнджем. Безмолвные сначала атакуют их, а затем начинают поклоняться, ошибочно полагая, что Дэдпул и Боб владеют какой-то магической силой. Затем Дэдпул и Боб взрывают группу Безмолвных, так как те угрожали жизням многих невинных людей. 

### Капитан Британия и МИ-13
Плокта, герцог Ада, пытается завоевать мир, накопив достаточное количество магической энергии и превращая людей в собственную армию Безмолвных. Тем не менее он потерпел поражение от рук Капитана Британии и Ми-13. Плокта заявил, что он был создателем оригинальных Безмолвных.  

### Нова
Безмолвные были также представлены как рабы. Они используются для добычи нейтронных звёзд и других полезных ресурсов. Некоторое время спустя они восстают против своих хозяев и начинают строить прибор под названием Краш. Во главе Безмолвных стоит существо именуемое Разум, который настоящее время находится в плену у корпуса Нова. 

### Первородный грех
Во время событий Original Sin Безмолвные были замечены, сражаясь с Существом и Человеком-пауком в центре Нью-Йорка. Во время схватки один из них схватил абсолютный нулификатор и развил в себе сознание, но тут же выстрелил в себе голову, потому как не мог даже мыслить о грехах.

## Силы и способности
Безмолвные обладают способностью стрелять космическими лучами из отверстия, заменяющего им глаза. Они обладают огромной физической силой и прочностью. Казалось бы, их тело создано из чистейшего камня. 

## Альтернативные версии

### Earth X
История происхождения Безмолвных из Earth X схожа с классическим происхождением. Когда Тор забирает Клею в Асгард за измену Доктору Стрэнджу, ломается тонкая грань между измерениями и Безмолвные попадают на Землю. Тем не менее Доктору Стрэнджу удаётся запереть их в Святая Святых. Некоторое время спустя с ними сражаются Капитан Америка и Мар-Велл, когда те пытаются украсть книгу Вишанти и глаз Агамотто.

## Появления вне комиксов

### Телевидение
- В мультсериале «Супергеройский отряд» Безмолвные появляются в эпизоде Появление Дормамму. Их призывает Дормамму, когда вырывается из Тёмного измерения. В другом эпизоде они появляются как антагонисты игры, в которую играют Вонг и Доктор Стрэндж.
- Безмолвные появляются в мультсериале «Халк и агенты У.Д.А.Р.А.» в эпизоде Чужак в чужой стране[14].
- В мультсериале «Великий Человек-паук» Безмолвные появляются в эпизоде Плащ и Кинжал.
- Безмолвные появляются в мультсериале «Мстители, общий сбор!». Из-за эффектов камней бесконечности они вырываются из Тёмного измерения вместе с Дормамму. В бой против них вступают Мстители и Доктор Стрэндж. Они были загнаны обратно, когда Чёрная вдова использует камни бесконечности.

### Фильмы
- Отсылку на Безмолвных можно увидеть в фильме «Доктор Стрэндж» (2016). После того как был заключен договор между Стивеном и Дормамму, властелин Тёмного Измерения забирает своих адептов, в лице Кецилия и его приспешников. Перед тем как отправиться в его измерение, адепты претерпевают сильные изменения. В одном из последних кадров когда мы видим Кецилия его тело приобретает черный, словно обугленный вид. пропадают черты лица, а на месте глаз сверкает один единственный красный окуляр[15].

### Видеоигры
- Безмолвные появляются в игре Marvel: Avengers Alliance для Facebook.
- Безмолвные появляются как враги на одном из уровней игры Lego Marvel Super Heroes 2, хотя в отличии от многих других персонажей вселенной, не являются игровыми персонажами.